# Silene setisperma
Silene setisperma är en nejlikväxtart som beskrevs av Majumdar. Silene setisperma ingår i släktet glimmar, och familjen nejlikväxter. Inga underarter finns listade i Catalogue of Life.